# Черногрудый овсяночник
Черногрудый овсяночник (лат. Rhopospina carbonaria) — вид воробьиных птиц из семейства танагровых (Thraupidae), обитающих на территории Аргентины.

## Описание
Достигает длины до 14,5 см. Клюв ярко-жёлтый, ноги жёлтые. У самца лоб, щёки, голова и нижние части туловища чёрные, боковые и верхние части туловища серые. У самки верхние части туловища серые, нижние — белые с тёмными полосками, пересекающие грудь.

## Ареал и среда обитания
Черногрудый овсяночних обитает на высоте менее 800 метров над уровнем моря, в полупустынных кустарниковых степях, от Мендосы до Рио-Негро (Аргентина).